# Petyr Diłow
Petyr Diłow, bułg. Петър Дилов (ur. 1984 w Sofii) – bułgarski ekonomista, od 2025 minister gospodarki i przemysłu .

## Życiorys
Z wykształcenia ekonomista, absolwent Uniwersytetu Gospodarki Narodowej i Światowej. Uzyskał magisterium z europejskiego biznesu i finansów na Nottingham Trent University. Od 2011 zawodowo związany z Narodowym Bankiem Bułgarii. Specjalizował się w kwestiach dotyczących współpracy z Europejskim Bankiem Centralnym. Reprezentował bank centralny w grupach roboczych EBC i Europejskiego Urzędu Nadzoru Bankowego.
Jako ekspert do spraw finansów nawiązał współpracę z ugrupowaniem Jest Taki Lud Sławiego Trifonowa. W styczniu 2025 z rekomendacji ITN objął urząd ministra gospodarki i przemysłu w nowo powołanym rządzie Rosena Żelazkowa.